# Luiza Hryniewicz
Luiza Hryniewicz (ur. 14 września 1990 w Łodzi) – polska pływaczka, mistrzyni Europy juniorek na dystansie 50 m stylem klasycznym (2005).

## Kariera sportowa
Była zawodniczką SKS Delfin Łódź (1997-2004) i MKS Trójka Łódź (od 2004). Jej największym sukcesem w karierze było mistrzostwo Europy juniorek w 2005 na dystansie 50 m stylem klasycznym oraz brązowe medale mistrzostw Europy juniorek w 2006 na dystansie 50 m stylem klasycznym i 100 m stylem klasycznym.
Na mistrzostwach Polski seniorek na basenie 50-metrowym zdobyła wicemistrzostwo Polski na dystansie 50 m stylem klasycznym (2008) i dwa brązowe medale na tym samym dystansie (2005, 2006).
Od 2009 pracowała jako modelka, poświęcono jej m.in. sesję zdjęciową w miesięczniku Playboy (2011).